# New Delhi

Districtul New Delhi în interiorul orașului Delhi

New Delhi este capitala Republicii India și parte a metropolei Delhi.
Orașul a fost planificat și construit pentru a deveni capitală, și a fost denumit astfel când trupele britanice au mutat capitala Indiei Britanice de la Calcutta aici (1911). A fost construit în sudul unei zone urbane mai vechi, denumită câteodată 'vechiul Delhi' sau 'vechea cetate'. A continuat să fie capitală și după retragerea trupelor britanice.